# Pomacentrus milleri
Pomacentrus milleri là một loài cá biển thuộc chi Pomacentrus trong họ Cá thia. Loài này được mô tả lần đầu tiên vào năm 1964.

## Từ nguyên
Từ định danh được đặt theo tên của Robert Rush Miller, nhà ngư học đến từ Đại học Michigan, người đã thu thập mẫu định danh của loài cá này vào năm 1948.

## Phạm vi phân bố và môi trường sống
P. milleri là một loài đặc hữu của Úc, được tìm thấy từ đảo Rottnest (ngoài khơi thủ phủ Perth của Tây Úc) ngược lên phía bắc đến vịnh Carpentaria. P. milleri sống tập trung gần những rạn san hô và mỏm đá ven bờ ở độ sâu đến 6 m.

## Mô tả
Chiều dài lớn nhất được ghi nhận ở P. milleri là 8 cm. Cá trưởng thành màu nâu xám; vảy cá có viền đen tạo thành kiểu hình mắt lưới trên thân của chúng. Vây lưng và vây hậu môn có viền màu xanh lam óng. Cá con màu vàng tươi (xanh thẫm ở vùng lưng và đỉnh đầu) với những vệt sọc xanh óng từ mõm ngược ra sau lưng với một đốm đen viền xanh ngay sau vây lưng.
Số gai ở vây lưng: 14 (ít khi 13); Số tia vây ở vây lưng: 13–14; Số gai ở vây hậu môn: 2; Số tia vây ở vây hậu môn: 13–14; Số gai ở vây bụng: 1; Số tia vây ở vây bụng: 5.

## Sinh thái học
Thức ăn của P. milleri bao gồm tảo và các loài động vật phù du. Chúng thường hợp thành nhóm và cùng kiếm ăn gần các rạn san hô. Cá đực có tập tính bảo vệ và chăm sóc trứng.